# Gotländische Bildsteine

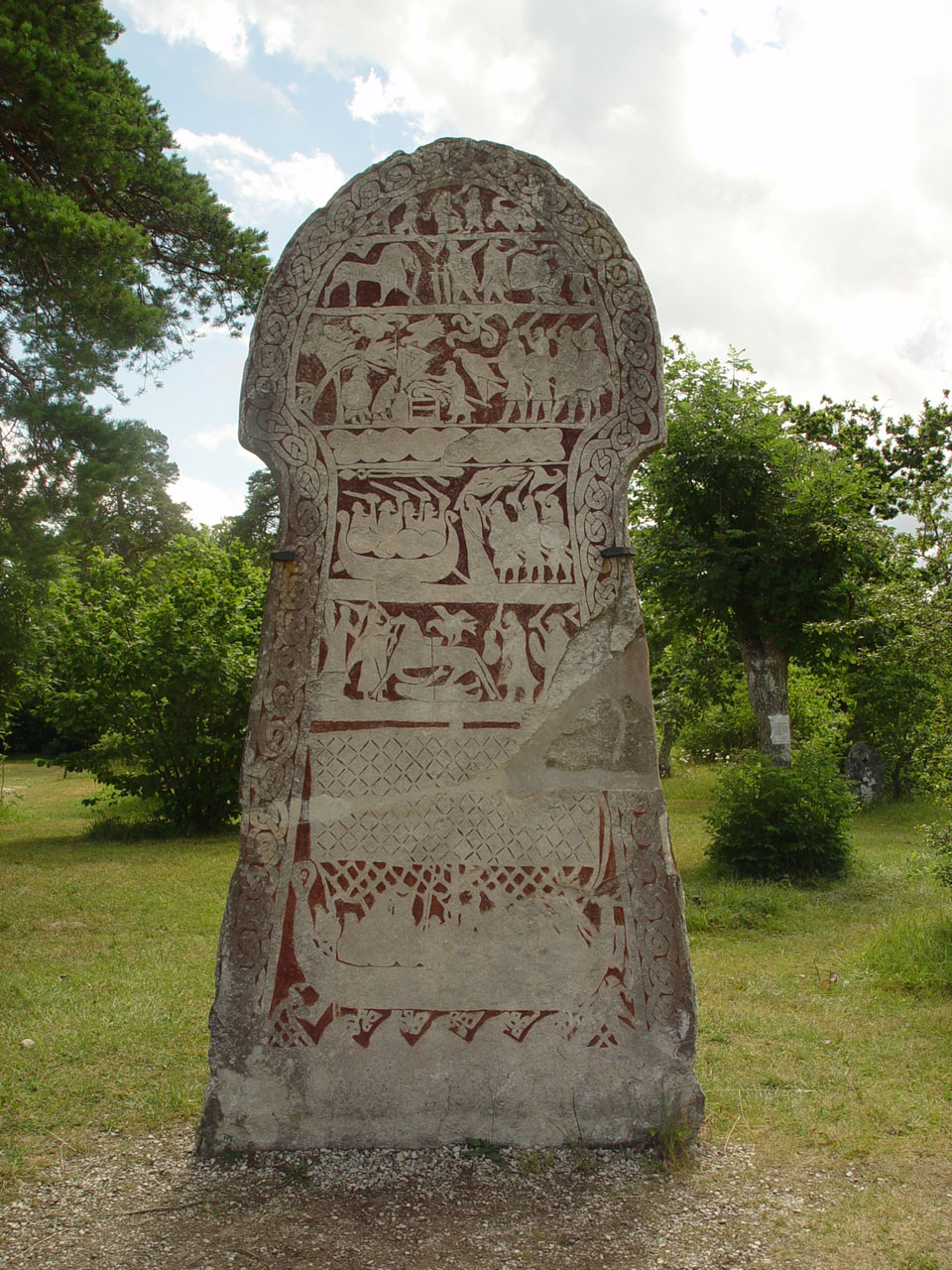
Bildstein von Stora Hammars

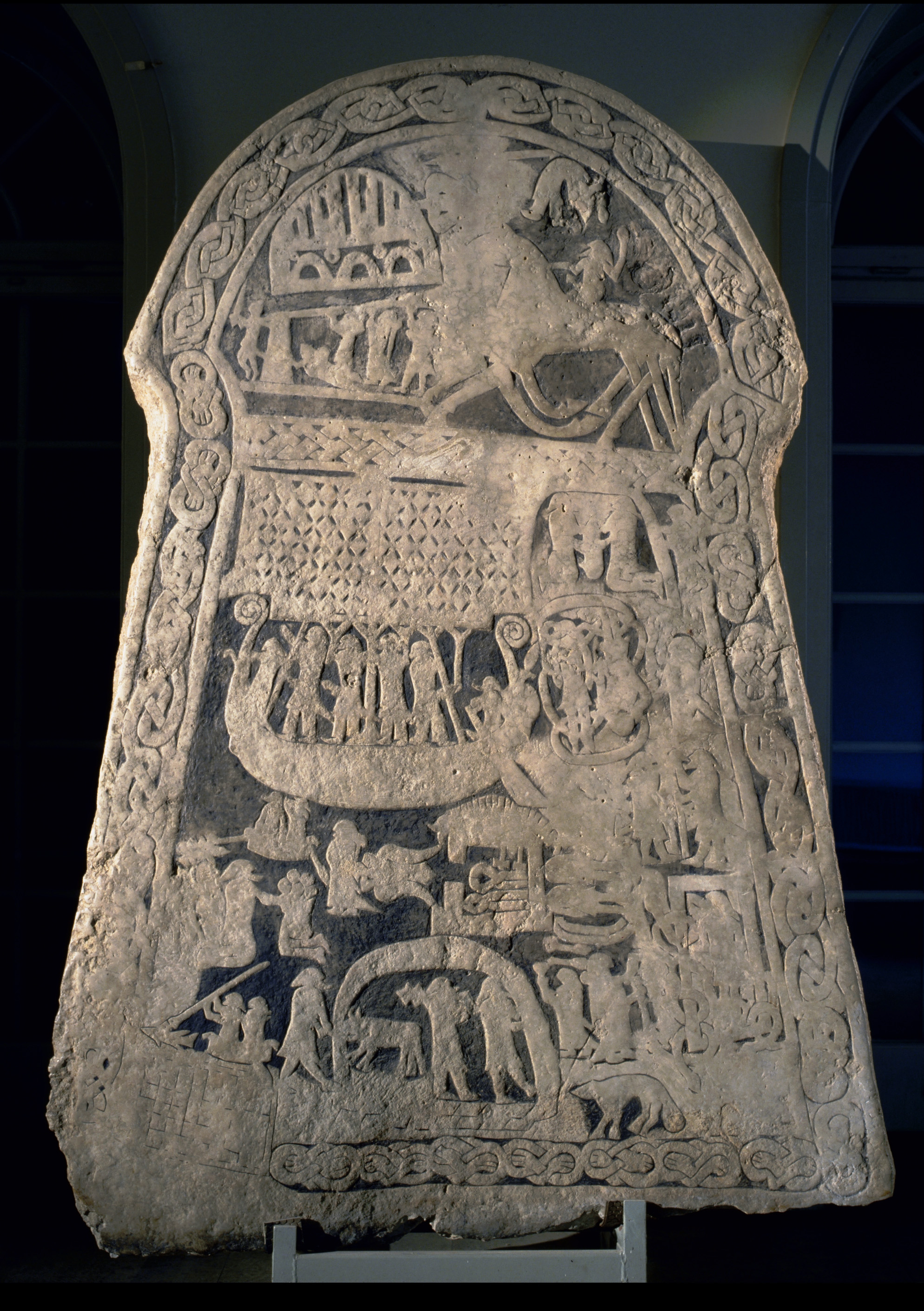
Bildstein von Ardre

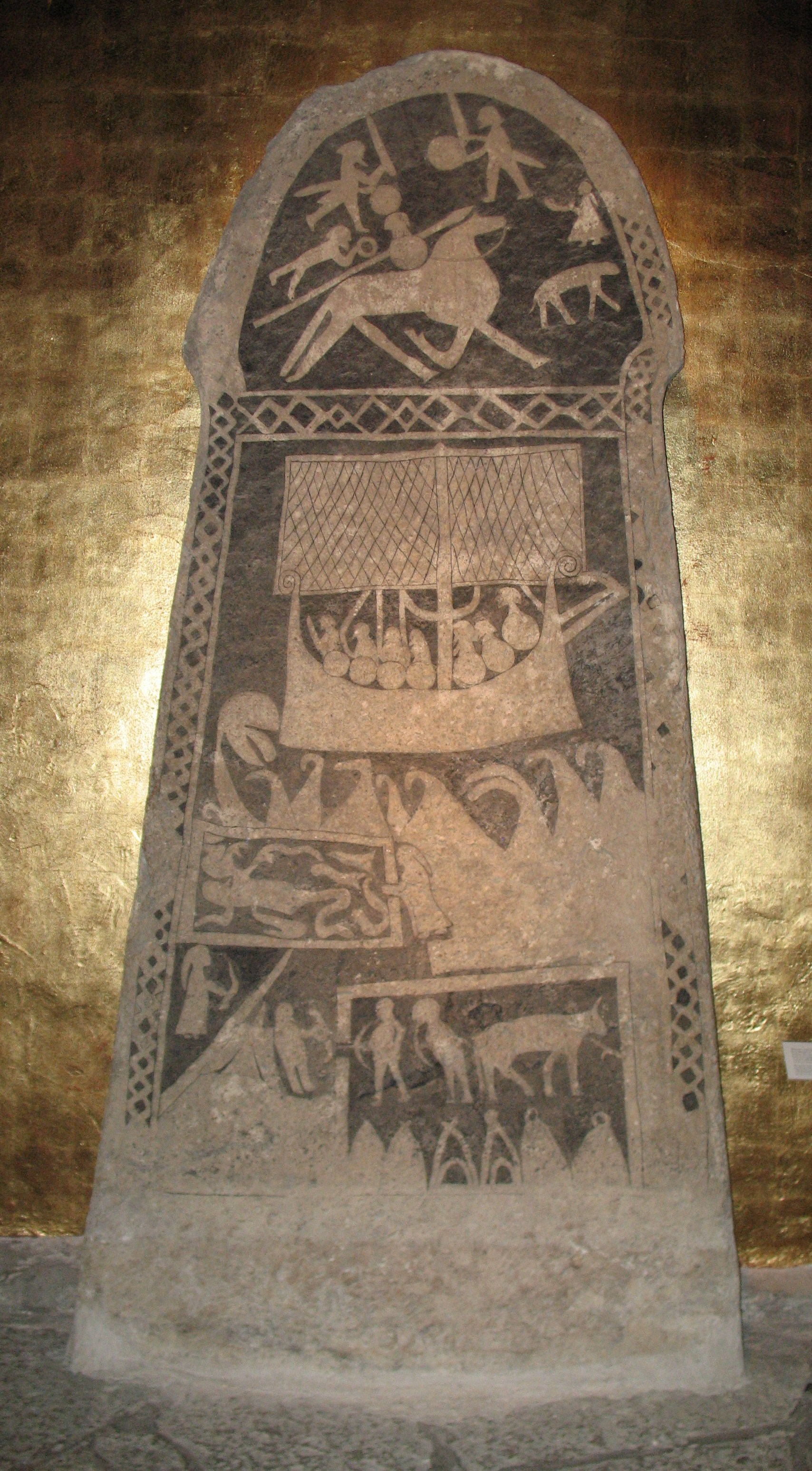
Stein von Hunninge

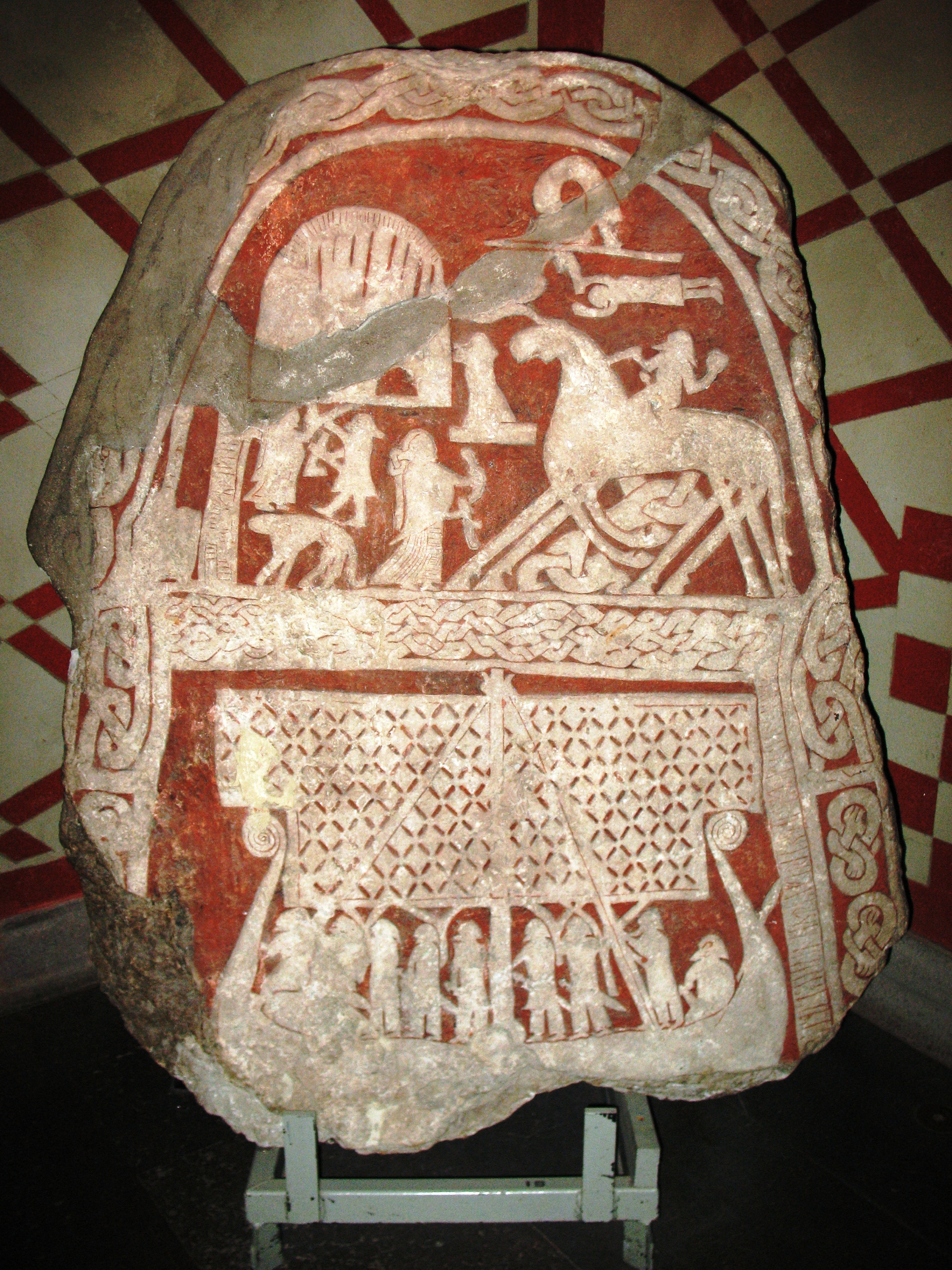
Stein von Tjängvide

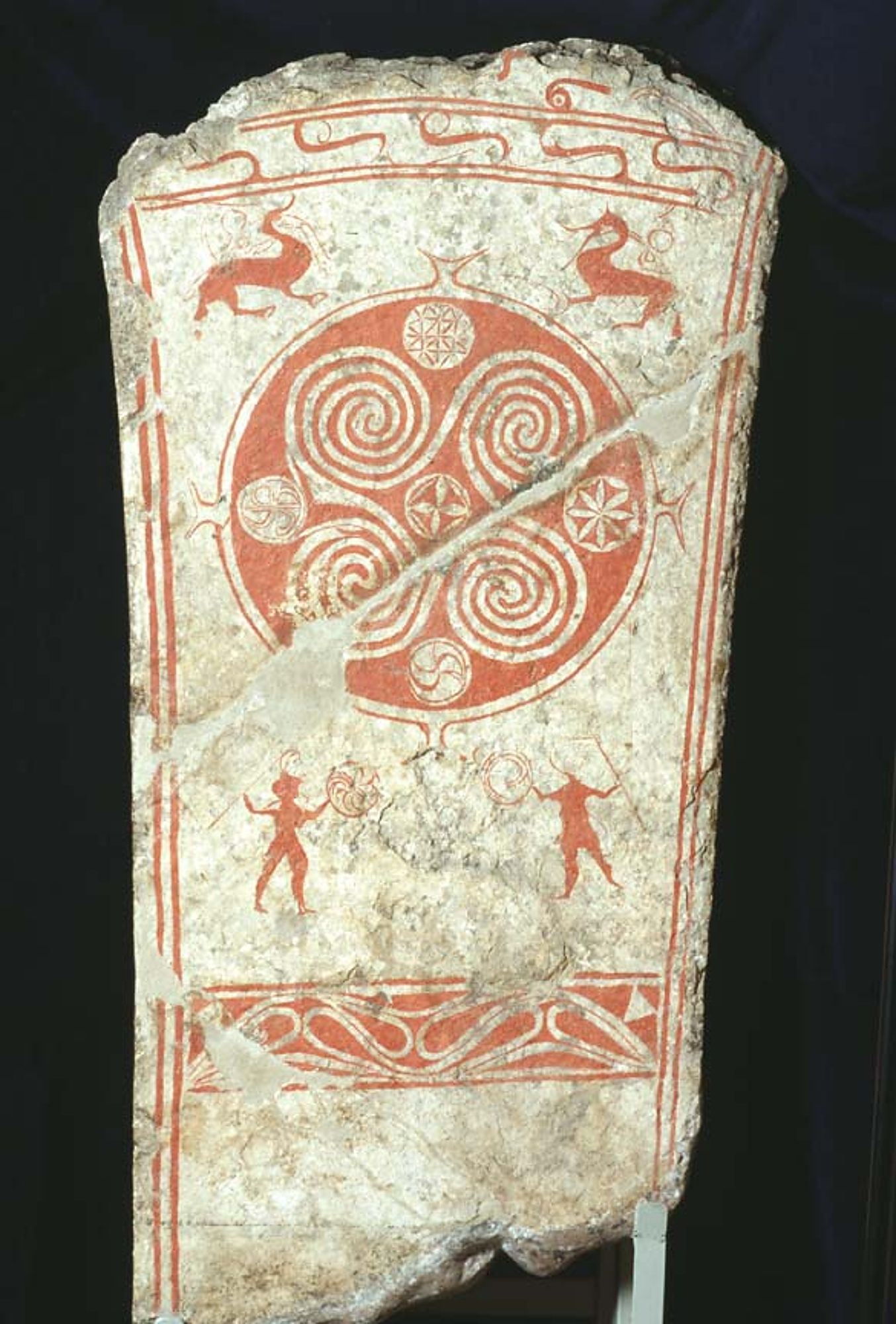
Stein von Vallstenarum

Gotländische Bildsteine (schwedisch: bildstenar oder billedstenar) ist die Bezeichnung für hohe Steine mit bildlichen Darstellungen auf Gotland in Schweden aus dem 5. bis 14. Jahrhundert.
Bisher sind 442 Bildsteine bekannt, einige wenige davon in benachbarten Regionen (Öland, Kurland).

## Beschreibung
Die Steine sind zwischen etwa 50 und 350 Zentimeter hoch. Sie sind mit figürlichen und schematisierten Darstellungen und mit teilweise reichhaltigen Ornamenten versehen.
Einige Darstellungen sind inzwischen völlig verwittert und nicht mehr zu erkennen.
Einige Steine wurden noch an ihren ursprünglichen Standorten entdeckt, andere befanden sich in mittelalterlichen Kirchen oder waren anderweitig verwendet worden.

## Vorgeschichte
Der Ausgangspunkt der Bildsteine ist nicht zu klären. Die einheimische Steintradition und Impulse aus Kontinentaleuropa könnten eine Rolle gespielt haben, allerdings spricht auch nichts gegen eine völlig eigenständige Entwicklung, die auf Gotland bereits bei den Schiffssetzungen erfolgte. Unter den römischen Grabsteinen finden sich Parallelen in Spanien. Solche zeigen auch einzelne Bildritzungen im Mälargebiet, vor allem der Stein von Häggeby, (U664) in Uppland, mit der Darstellung eines Ruderschiffes und einer Hengsthatz.
In Mitteleuropa gibt es eine einzige Parallele zur figuralen Darstellung der Bildsteine. Der Reiterstein von Hornhausen, in Sachsen-Anhalt, der durch sein Tierornament dem frühen 7. Jahrhundert zugewiesen werden kann, ist mit einer vermutlich gleichzeitigen, uppländischen Darstellung zu vergleichen. Beide erinnern an entsprechende Motive auf Gotland. Selbst zeitnahe piktische Bildsteine aus Schottland weisen Reiterbilder auf, die entfernt an gotländische Darstellungen erinnern. Spätgotländische Bildsteine haben Ähnlichkeit mit den figurenreichen festländischen Runenritzungen und die jüngsten Exemplare sind selbst Runensteine in Form von Bildsteinen (G 135 von Sjonhem). Dass die Kunst auf Gotlands Bildsteinen nicht einzig dastand, sondern auch auf Textil blühte, zeigen die Wandteppiche von Överhogdal, in Härjedalen (Schweden) mit zahlreichen figürlichen Darstellungen und in gewisser Weise auch der Teppich von Oseberg, (Norwegen).
Die Darstellungen finden sich auch auf den Steinen der Grabkisten. Die vom 6. bis 12. Jahrhundert n. Chr. vorkommenden Monumente verschwinden in der älteren Form mit der Christianisierung. Diese Monumente wurden auf Gotland auf heidnischen Friedhöfen und auf dem Festland (dort vermutlich umgesetzt) auch in Kirchen gefunden.

## Datierung
Die Datierung der ältesten Bildsteine ins 5. Jahrhundert wurde 1979 durch die Archäologin Karin Äijä gesichert, die auf dem Friedhof von Uddvide (Barshaldershed) im Kirchspiel Grötlingbo ein Grab entdeckte, in dessen Begrenzung ein bei der Bearbeitung zerbrochener Stein eingebaut war. Dieser muss mindestens so alt wie die Grabanlage und die enthaltenen Gegenstände sein. Das Grab enthielt Fibeln aus dem 5. Jahrhundert.

## Typen

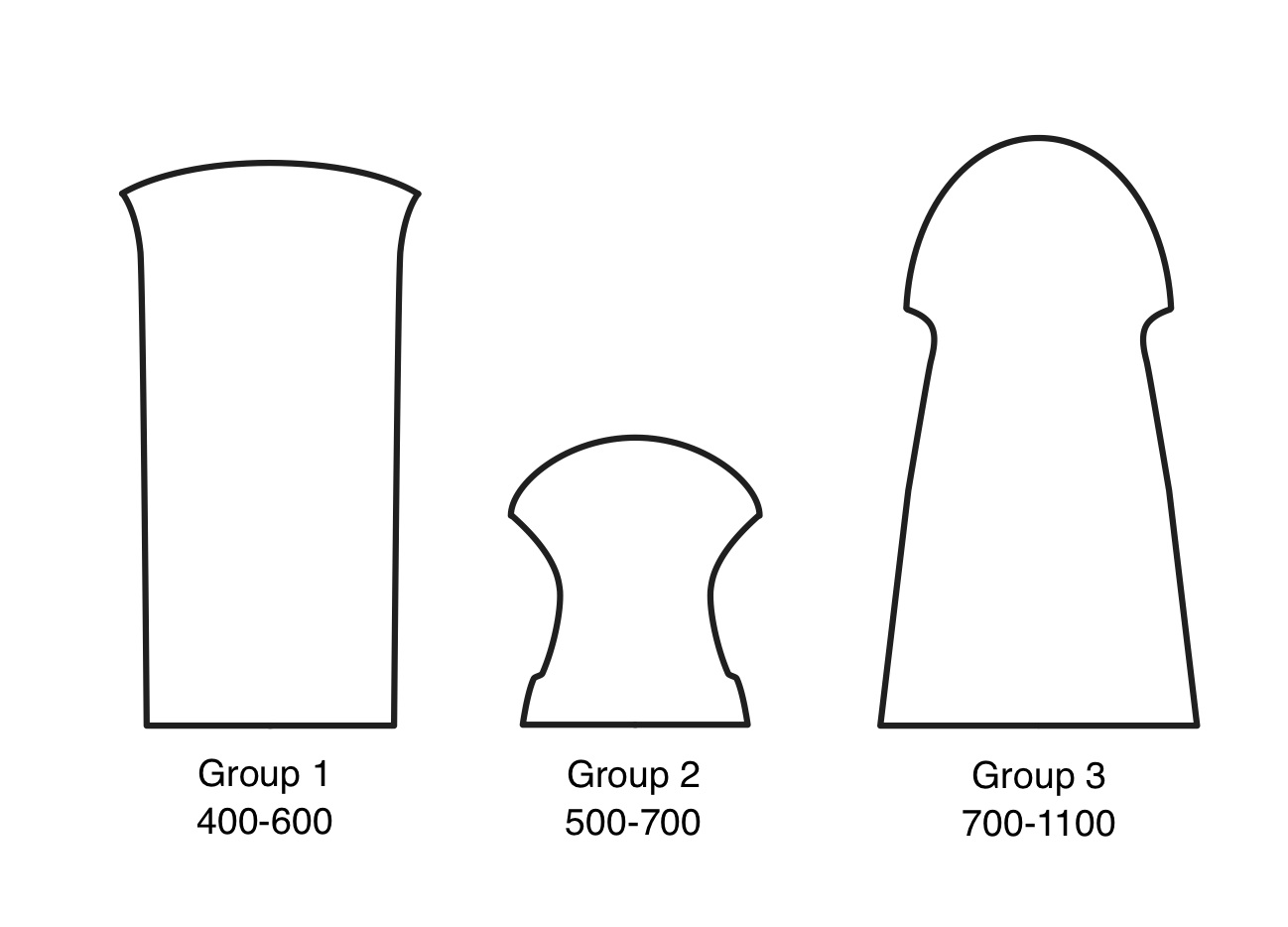
Die Typen

- Typ 1, 400–600 n. Chr.: hohe Steine mit leicht konvexer Oberkante und schwach nach innen gebogenen Seiten, oben axtförmig verbreitert. Die Darstellungen sind ausschließlich geometrisch und ornamental verziert. Motive sind häufig ein von Tieren umgebenes Wirbelrad oder Mehrfach-Spiralen.
- Typ 2, 500–700 n. Chr.: niedrige Steine („Zwergsteine“, etwa 50 bis 75 cm), axtförmig. Die Darstellungen sind als Umrisslinien geritzt und verwenden erstmals gegenständliche Elemente: Tiermotive (Vögel), Segelschiffe.

Beispiele: Bildstein von Priediens, Bildstein von Smiss (Garda)
- Typ 3, 700–1100 n. Chr.: hohe Steine (etwa 270 bis 320 cm) mit einem trapezförmigen Rumpf und einem rundlichen Kopf (phallisch). Die Darstellungen sind als Reliefs ausgeführt. Sie zeigen in mehreren Reihen bildhafte Szenen: Kampfszenen, Männer auf Pferden, die teilweise von Frauen mit Trinkhörnen empfangen werden, ein großes Schiff. Die Motive sind der Götter- oder Heldenüberlieferung zuzurechnen. Es gibt reiche Verzierungen (z. B. Valknut).

Beispiele: Bildstein von Ardre, Bildsteine von Stora Hammars und Bildstein von Stenbro.

## Andere Regionen
Gotländische Bildsteine fanden sich auch in benachbarten Regionen.

### Uppland
1632 fand der Reichsantiquar Johannes Bureus drei Teile eines Bildsteines auf dem Friedhof von Norrsunda in Uppland. Er und der Vorgeschichtler M. Aschaneus zeichneten und publizierten den Stein, der dann verschwand und offenbar als Baumaterial benutzt wurde.
Der Stein hat gotländische Form und die Runen machen eine Aussage zur Herkunft. Der beschädigte Text lautet in der Übersetzung: „… sie führten diesen Stein aus Gotland … und … nach … sein Bruder. Er besaß diesen …“. Der Stein ist wahrscheinlich als zugehauener Rohling von Gotland gekommen und in Uppland geritzt und mit Runen versehen worden, wie man den Einzelheiten des Ornaments entnehmen kann. An der Basis hatte er eine Breite von etwa 70 cm, aufgerichtet hatte er eine Höhe von 1,4 m.

### Öland
Für Export von Bildsteinen aus Gotland sprechen auch zwei Funde aus der Kirche von Köping auf Öland. Von dem wikingerzeitlichen Handelsplatz stammt ein auf beiden Seiten mit Ritzungen versehener Stein gotländischer Form sowie das Unterteil eines zweiten offenbar ähnlichen Steines. Die erhaltenen Runen des 92 cm hohen Sandsteinblockes sprechen jedoch nicht für gotländische Herkunft; auch die Ornamentik scheint öländisch zu sein. Die Datierung wurde auf 1000–1100 n. Chr. vorgenommen.
Der Runentext lautet in der Übersetzung: Asgot und (Torsten errichteten diesen Stein) für ihren Vater Öste.

### Kurland
Der Bildstein von Priediens wurde nahe Grobin im baltischen Kurland gefunden, stammt aus dem 7. Jahrhundert und ist der älteste Export. Bei den Steinen aus Kurland, Öland und Uppland handelt es sich wohl um exportierte Halbfabrikate.

### Piktensteine in Schottland
In Europa gibt es noch eine weitere Gruppe von Bildsteinen, deren Bildanteil primär Symbole zeigt, sich mitunter aber auch aus dem Bereich des Symbolhaften heraushebt, wie sie etwa schottische Kreuz- oder irische Pillarsteine zeigen. Ferner sind es die Piktensteine in Schottland.

Gotländische Bildsteine
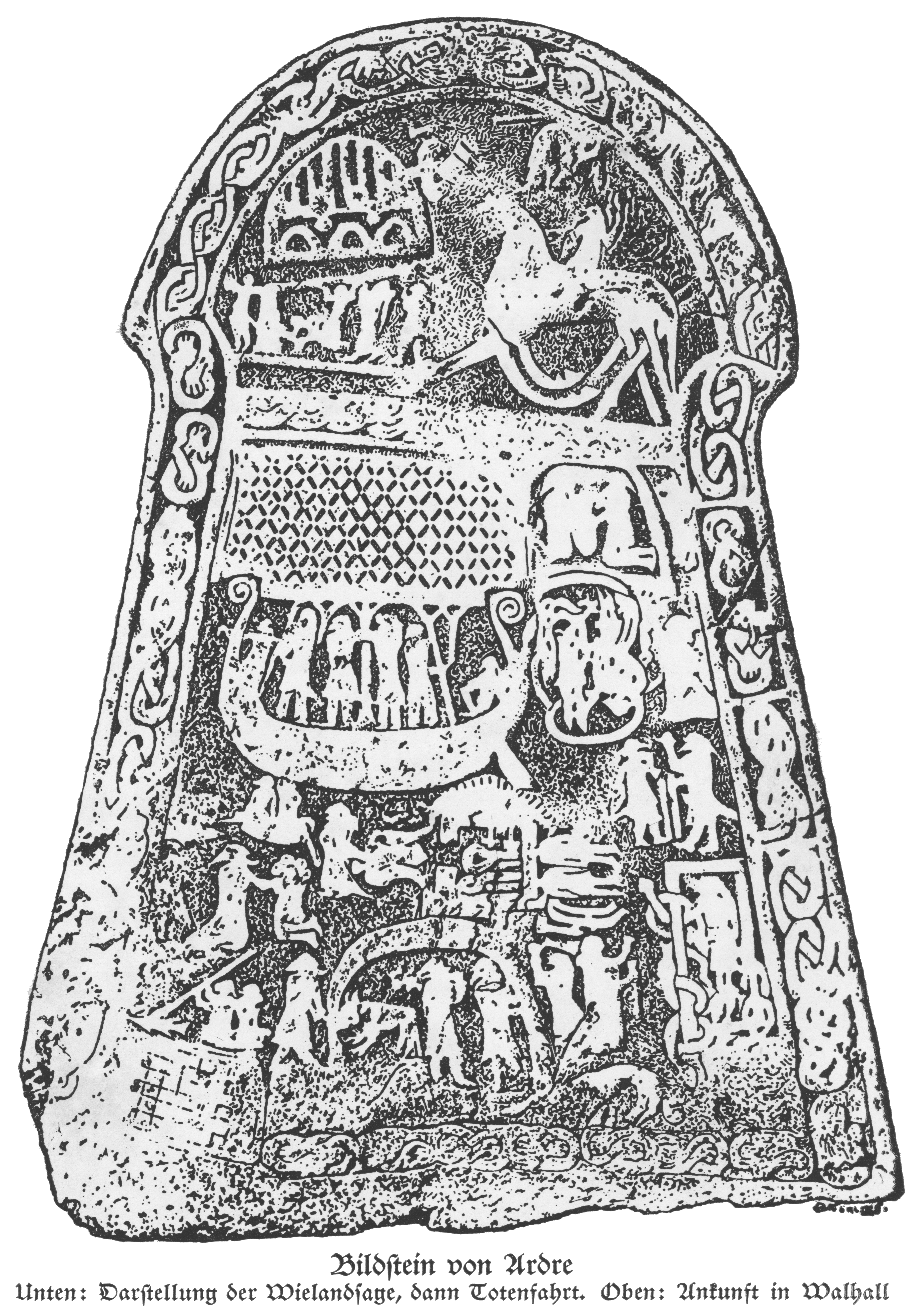
Stein von Ardre
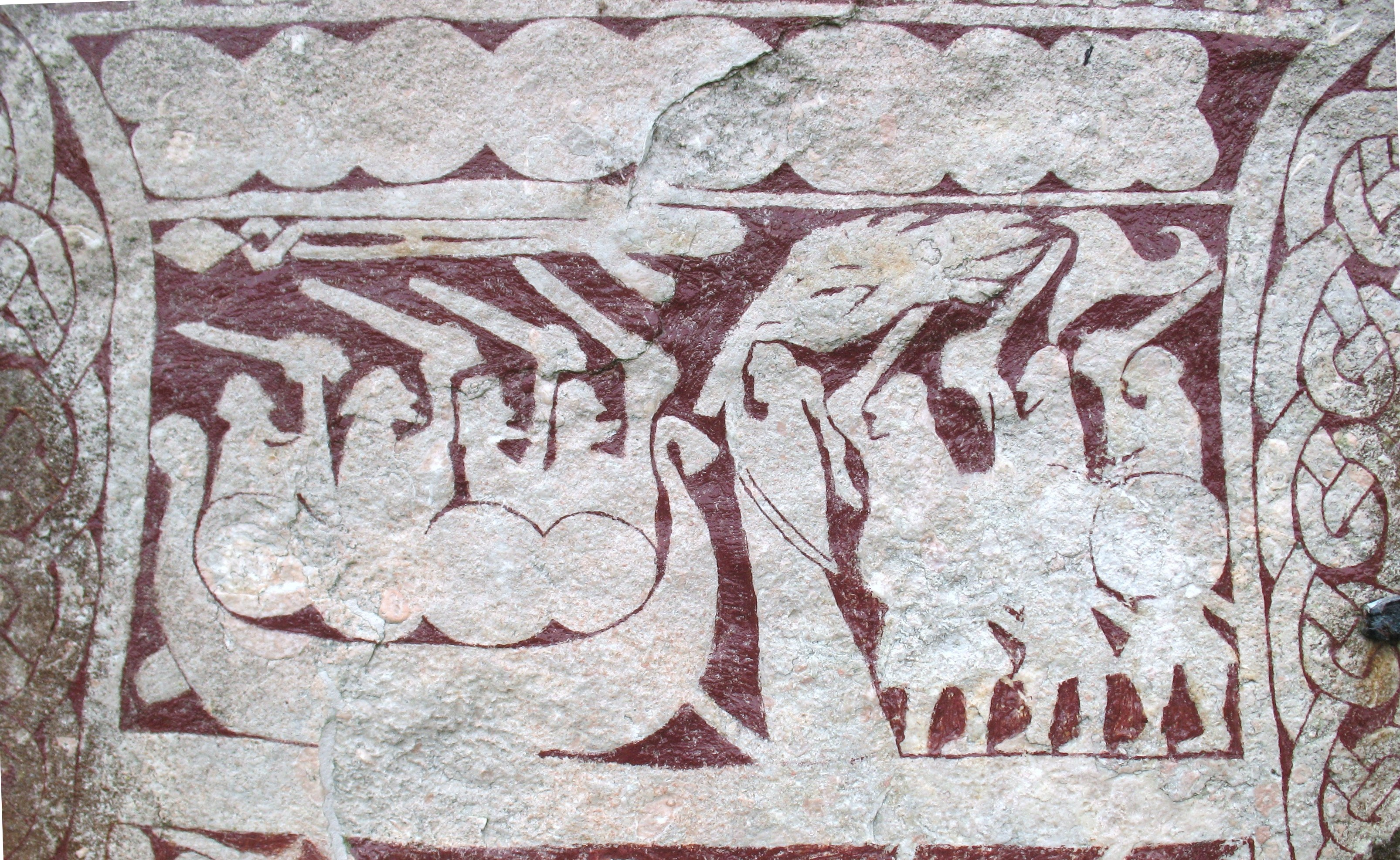
Kampfszene, Stora Hammars I
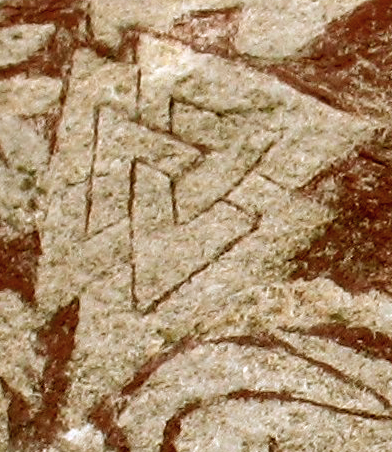
Valknut, Stora Hammars I
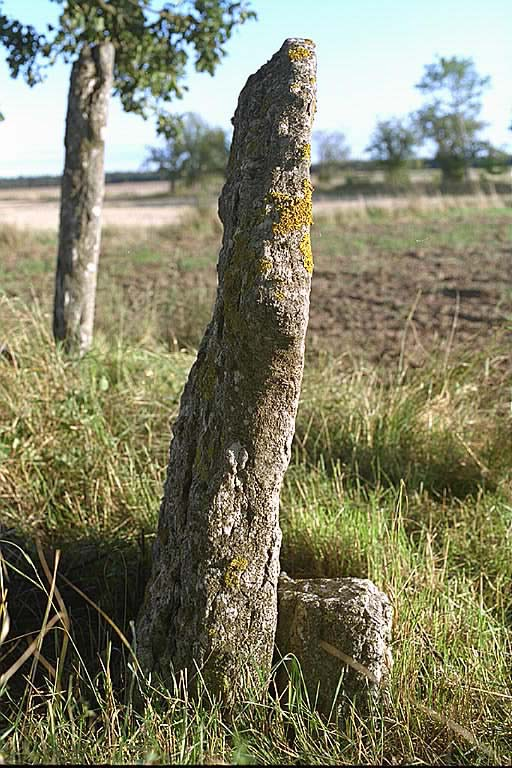
Bildstein ohne erhaltenes Motiv: Bro Eriks 2